# Асуэта, Хосе
Хосе Асуэта Абад (исп. José Azueta Abad; 2 мая 1895, Акапулько, Герреро — 10 мая 1914, Веракрус, Веракрус) — офицер ВМС Мексики. Героически оборонял Веракрус от американских солдат, пока не был смертельно ранен.

## Биография
Родился в Акапулько 2 мая 1895 года в семье коммодора. В связи с тем, что его отец находился на военной службе, семья переехала в Веракрус. Там он получил образование, показав значительные успехи. Когда ему было 11 лет, его отец был повышен до капитана корабля, находясь в должности директора Военно-морской академии, Хосе начал проявлять интерес к профессии отца, и в 1909 году он поступил в военно-морскую школу. В 15 лет он подал заявление в Военно-морскую академию, и был принят.

## Во время вторжения
Лейтенант Асуэта управлял пулеметом, установленным снаружи здания, в одиночку противостоял наступающим американским войскам и нанес им ряд потерь. После того как он был тяжело ранен, его вытащили с поля боя и доставили к нему домой.
После окончания боевых столкновений, контр-адмирал (впоследствии адмирал) ВМС США Фрэнк Фрайдей Флетчер узнал о героизме Асуэты и передал ему через посыльного, что он желает его навестить и выразить свое почтение. Асуэта через своего хирурга передал Флетчеру отказ от визита, заявив:
Если американец войдет в мой дом, я убью либо его, либо себя
Тогда Флетчер предложил прислать своего личного врача, чтобы тот позаботился о нем, однако Асуэта отказался и от медицинских услуг, доверив лечить себя только местному врачу. Сам Флетчер ранее ещё не предлагал медицинскую помощь вражескому солдату.
У местного доктора не хватало медицинских средств, чтобы оказать Асуэте помощь.
24 апреля 1914 года лейтенант Асуэта был повышен в звании до капитана за боевые заслуги. 1 мая он был награжден медалью «За военные заслуги» 3-го класса.
Асуэта умер от ран 10 мая в День матери. Во время похорон сотни горожан прошли с его гробом на плечах до городского кладбища, открыто игнорируя директивы оккупационной армии, запрещающие собрания.

## Память
В его честь было названо несколько муниципалитетов в штатах Герреро и Веракрус.